# Ambassade d'Algérie en Guinée équatoriale
L'ambassade d'Algérie en Guinée équatoriale est la représentation diplomatique de la République algérienne auprès de la république de Guinée équatoriale. Elle est située à Malabo, la capitale du pays.